# Блафф (бухта)
Блафф (исп. Bahia Agradable или исп. Hoya Fitzroy) — морская бухта на восточном побережье острова Восточный Фолкленд, входящего в состав Фолклендских островов. Она была местом второй высадки Военно-воздушных сил Аргентины в ходе Фолклендской войны 1982 года. В результате успешных действий произошли события известные как Воздушные налёты на бухту Блафф.

## Климат
Климат тундры характеризуется среднегодовой температурой ниже нуля, большим годовым диапазоном температур и умеренно низким уровнем осадков.